# Salvatorkirche (Jerusalem)

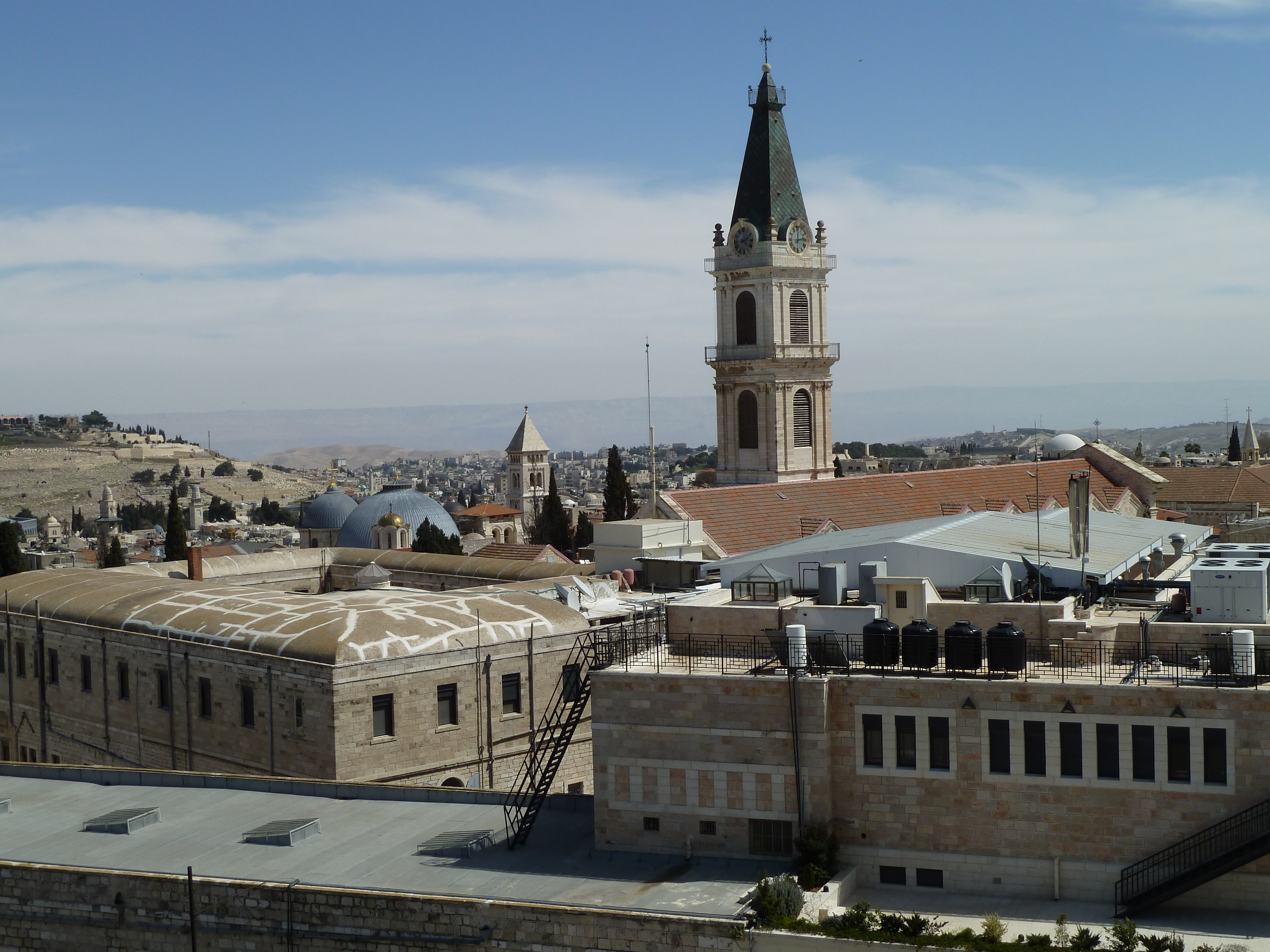
Blick auf die Salvatorkirche

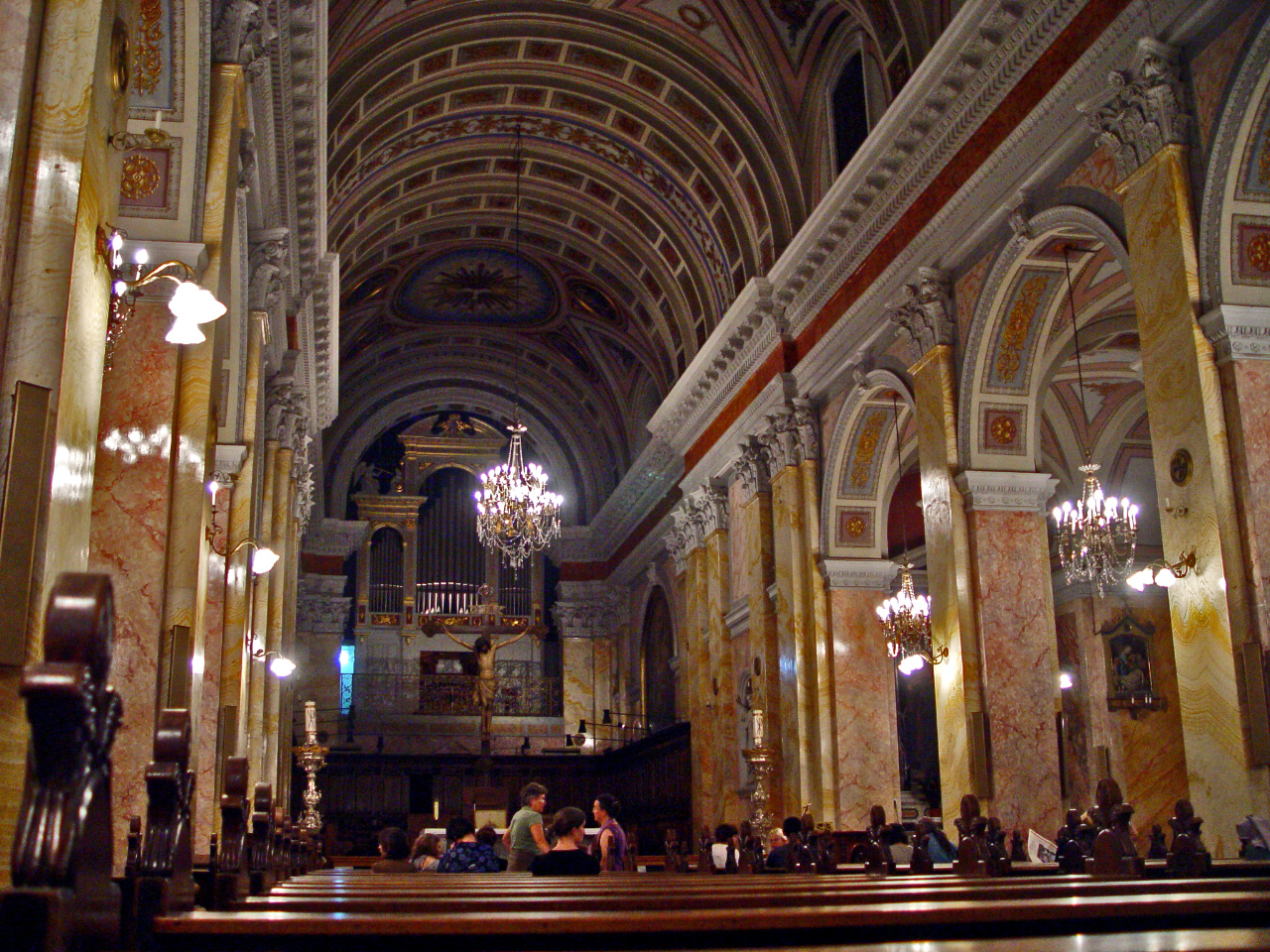
Innenraum

Die Salvatorkirche mit dem 1551 errichteten franziskanischen Salvatorkloster im christlichen Viertel der Altstadt von Jerusalem nahe dem Neuen Tor ist Sitz der Kustodie des Heiligen Landes des Franziskanerordens.

## Bauwerk
1850 erteilte Sultan Abdülmecid I. dem Franziskanerorden die Erlaubnis zum Neubau ihrer Klosterkirche, die aber die Abmessungen der alten Kirche nicht überschreiten dürfe. Bei seinem Besuch des Klosters 1869 stiftete Kaiser Franz Josef I. 60.000 Francs für den Kirchenneubau, der dafür die Ausführung des Projekts durch einen österreichischen Architekten forderte. Vielmehr wurde 1882 auf Betreiben des Franziskanerordens der Architekt Padre Raffaele Cingolani aus Montecassiano mit dem Bau der Klosterkirche in Form einer neubarocken Basilika mit tonnengewölbtem Mittelschiff nach dem Vorbild des Petersdoms in Rom beauftragt, die am 29. November 1885 geweiht werden konnte. Der obere Teil des auffallenden Glockenturmes erhielt seine endgültige Gestalt erst 1931.

## Orgel

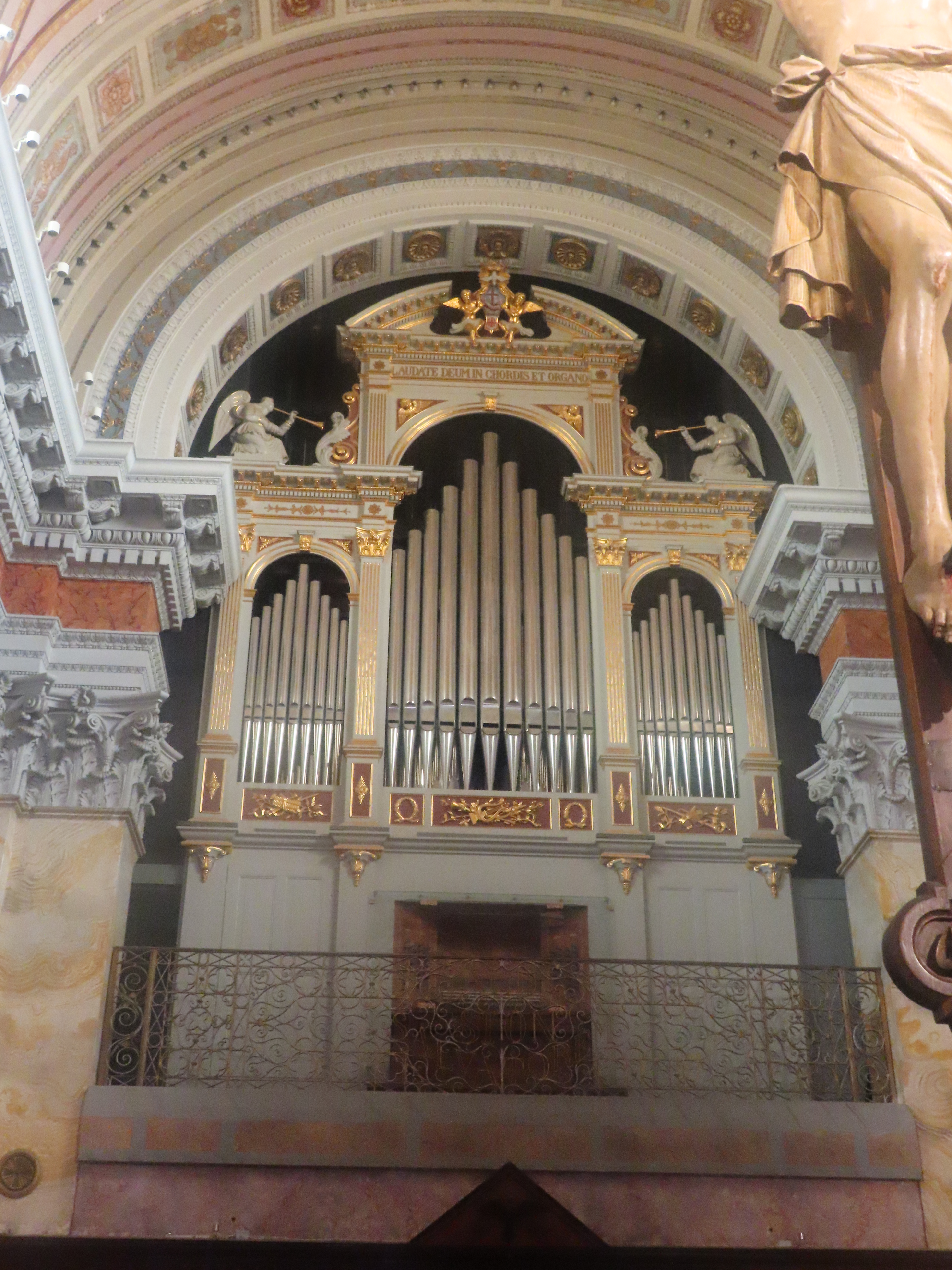
Orgel

1754 hatten zwei spanische Orgelbauer im Jerusalemer Franziskanerkloster eine Orgelwerkstatt eingerichtet, um eine für die Grabeskirche vorgesehene Orgel zu erbauen. Nach dem Einspruch der Orthodoxen Gemeinschaft wurde diese dann in reduzierter Form in der Salvatorkirche eingebaut, wo die Orgelbauwerkstatt seither weiterbestand. 1910 erhielt die Salvatorkirche eine Orgel im italienischen Stil mit 44 Registern des italienischen Orgelbauers Vegessi-Bossi aus Turin, die 1977 von dem Franziskanerpater Delfino Taboada umgebaut wurde. Die heutige Orgel wurde 2008 von der österreichischen Firma Rieger Orgelbau im historischen Prospekt erbaut. Das Schleifladen-Instrument mit einem mechanischen Hauptspieltisch und einem elektrischen Zweitspieltisch hat 46 Register auf drei Manualen und Pedal.
| I Grand Organo C–a3 |       |
| Bordone             | 16′   |
| Principale          | 8′    |
| Flauto armon.       | 8′    |
| Voce humana         | 8′    |
| Bordone camino      | 8′    |
| Ottava              | 4′    |
| Flauto              | 4′    |
| Duodecima           | 2 ⁄3′ |
| Decimaquinta        | 2′    |
| Ripieno grave IV    | 2′    |
| Ripieno acuto III   | 1′    |
| Tromba              | 16′   |
| Tromba              | 8′    |

| II Positivo C–a3 |       |
| Principalino     | 8′    |
| Bourdone         | 8′    |
| Ottava           | 4′    |
| Flauto camino    | 4′    |
| Sesquialtera II  | 2 ⁄3′ |
| Flauto           | 2′    |
| Decimanona       | 1 ⁄3′ |
| Piccolo          | 1′    |
| Cimbalo III–IV   | 1′    |
| Cromorne         | 8′    |
| Tremolo          |       |

| III Recitativo C–a3 |        |
| Quintatön           | 16′    |
| Flauto              | 8′     |
| Bordone             | 8′     |
| Viola da Gamba      | 8′     |
| Viola celeste       | 8′     |
| Ottavina            | 4′     |
| Flauto trav.        | 4′     |
| Nazardo             | 2 ⁄3′  |
| Flauto ottav.       | 2′     |
| Terza               | 1 3⁄5′ |
| Pienino III–V       | 2′     |
| Bassone             | 16′    |
| Tromba              | 8′     |
| Oboe                | 8′     |
| Clarino             | 4′     |
| Tremolo             |        |

| Pedale C–f1     |     |
| Principale      | 16′ |
| Subbasso        | 16′ |
| Ottava          | 8′  |
| Violoncello     | 8′  |
| Bordone         | 8′  |
| Flauto concerto | 4′  |
| Bombarda        | 16′ |
| Trombone        | 8′  |

- Koppeln: II/I, III/I, III/II, I/P, II/P, III/P
- Spielhilfen: Setzer für 10 Benutzer zu je 1000 Speicherplätze, Archiv für 62500 Plätze, Sequenzer, Stimmungssystem und Spielwiedergabe aus der firmeneigenen Entwicklung.